# Sumberurip (Pebayuran)
Sumberurip is een bestuurslaag in het regentschap Bekasi van de provincie West-Java, Indonesië. Sumberurip telt 4662 inwoners (volkstelling 2010).